# Juan Fernando Quintero
Juan Ferdinando Quintero Paniagua (Medellín, 18 gennaio 1993) è un calciatore colombiano, centrocampista del River Plate e della nazionale colombiana.

## Caratteristiche tecniche
Giocatore mancino di piede, ricopre il ruolo di trequartista ma può essere applicato anche come mezz'ala, è dotato di un'ottima tecnica di base, si dimostra un valido tiratore di calci piazzati, infatti fa del dribbling e dei calci di punizione le sue principali qualità.
In patria è stato ripetutamente paragonato al talentuoso connazionale James Rodríguez.

## Carriera

### Club

#### Envigado e Atlético Nacional
Inizia la sua carriera nel 2007 quando viene acquistato dall'Envigado dove, in due stagioni, compie tutta la trafila delle giovanili fino all'anno del suo debutto avvenuto nel 2009: esordisce in occasione del match di campionato con l'Deportivo Pasto. Realizza la sua prima rete in carriera il 12 settembre 2010, durante la partita con il Cúcuta Deportivo. Durante una partita di campionato rimedia un infortunio: frattura della tibia e perone. In breve tempo ritorna a giocare. Rimedia la sua prima ammonizione in carriera l'8 dicembre 2011, in occasione della partita di campionato con i Millonarios.
Nel 2012, dopo aver trascorso in totale quattro stagioni con la maglia dell'Envigado, passa in prestito all'Atlético Nacional. Debutta con la sua nuova squadra il 30 gennaio 2012, in occasione dell'incontro di Apertura con il Deportivo Cali. Realizza la prima rete con la sua nuova squadra il 19 febbraio, durante la partita di campionato contro i Millonarios, consegnando la vittoria al club di Medellín.

#### Pescara
Il 20 luglio 2012 viene acquistato dal club italiano del Pescara, neopromosso in Serie A, con la formula del prestito con diritto di riscatto. Esordisce in Serie A il 26 agosto, prima giornata del campionato 2012-13, nell'incontro perso dal Pescara contro l'Inter (0-3).
Il 23 settembre segna il suo primo gol con la squadra abruzzese realizzando l'1-1 su calcio di punizione nella gara Bologna-Pescara. Sarà questo l'unico gol stagionale del giovane regista colombiano: al termine di una stagione deludente, in cui gioca solo 17 partite di campionato, il Pescara si piazza ultimo in classifica tornando in Serie B.

#### Porto e prestiti a Rennes e Ind. Medellín

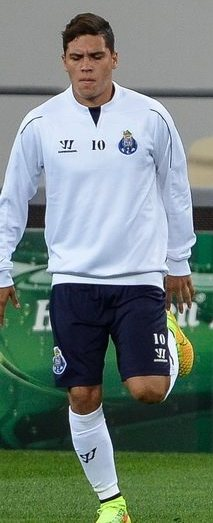
Quintero durante un riscaldamento con la maglia del Porto nel 2014.

Il 13 luglio 2013 viene ufficializzato il suo trasferimento ai portoghesi del Porto per 5 milioni di euro subito e altri 5 milioni pagabili in 3 anni. Il giocatore firma con i Dragões un contratto quadriennale con una clausola rescissoria di quaranta milioni di euro. La maglia scelta è la numero 10, lasciata libera dal connazionale James Rodríguez. Debutta con gol il 18 agosto nella vittoria esterna per 3-1 contro il Vitoria Setúbal.
Il 31 agosto 2015 viene ceduto in prestito fino a fine stagione al Rennes; il 19 gennaio 2016 rinnova col club lusitano fino al giugno 2021. Dopo aver collezionato solo 14 presenze totali con il club francese (con un gol segnato), il 19 aprile il prestito viene interrotto e il calciatore colombiano fa così ritorno al Porto.
Il 13 settembre 2016 viene annunciato il suo passaggio in prestito all'Independiente Medellín, con un contratto fino al dicembre 2017.

#### River Plate
Il 24 gennaio 2018 passa, sempre in prestito, al River Plate, firmando un contratto annuale. Il 9 dicembre è decisivo nella finale di ritorno di Coppa Libertadores contro il Boca Juniors, realizzando il gol del 2-1 al 109' (3-1 il risultato finale dopo il 2-2 dell'andata). Nel febbraio 2019 viene acquistato a titolo definitivo dal club argentino, firmando un contratto fino al 2022.

### Nazionale
Nel maggio 2012, a 19 anni, il c.t. della nazionale maggiore, José Pekerman, lo convoca per le due partite contro Perù ed Ecuador, validi per le qualificazioni ai Mondiali del 2014, nelle quali tuttavia non scende in campo. Debutta in nazionale il 16 ottobre 2012, nella partita vinta 3-0 contro il Camerun.
Nel 2013 vince con la Nazionale Under-20 di calcio della Colombia il Campionato sudamericano di calcio Under-20 2013, segnando 5 reti. Quintero partecipa anche al successivo Mondiale Under-20, giocando da titolare nella prima partita della fase a gironi, pareggiata 1-1 contro l'Australia.
La Colombia si qualifica agevolmente al mondiale brasiliano giungendo seconda nel girone sudamericano, e Quintero viene convocato per disputare la fase finale. Esordisce nella seconda partita della nazionale colombiana, vinta 2-1 contro la Costa d'Avorio, mettendo a segno il goal del provvisorio 2-0. In totale scende in campo tre volte nel corso della competizione, conclusasi per sudamericani allo stadio dei quarti di finale.
Convocato per il mondiale di Russia, il 19 giugno 2018 gioca da titolare, nella gara d'esordio dei Los Cafeteros persa per 2-1 contro il Giappone, segnando su calcio di punizione. In totale scende in campo quattro volte su quattro nel corso della competizione, conclusasi per sudamericani allo stadio degli ottavi di finale contro l'Inghilterra dopo i calci di rigore.

## Statistiche

### Presenze e reti nei club
Statistiche aggiornate al 17 agosto 2025..
| Stagione                 | Squadra                  | Campionato               | Campionato | Campionato | Coppe nazionali | Coppe nazionali | Coppe nazionali | Coppe continentali | Coppe continentali | Coppe continentali | Altre coppe | Altre coppe | Altre coppe | Totale | Totale |
| Stagione                 | Squadra                  | Comp                     | Pres       | Reti       | Comp            | Pres            | Reti            | Comp               | Pres               | Reti               | Comp        | Pres        | Reti        | Pres   | Reti   |
| ------------------------ | ------------------------ | ------------------------ | ---------- | ---------- | --------------- | --------------- | --------------- | ------------------ | ------------------ | ------------------ | ----------- | ----------- | ----------- | ------ | ------ |
| 2009                     | Envigado                 | PA                       | 11         | 1          | CC              | 0               | 0               | -                  | -                  | -                  | -           | -           | -           | 11     | 1      |
| 2010                     | Envigado                 | PA                       | 18         | 3          | CC              | 0               | 0               | -                  | -                  | -                  | -           | -           | -           | 18     | 3      |
| 2011                     | Envigado                 | PA                       | 14         | 1          | CC              | 2               | 0               | -                  | -                  | -                  | -           | -           | -           | 16     | 1      |
| Totale Envigado          | Totale Envigado          | Totale Envigado          | 43         | 4          |                 | 2               | 0               |                    | -                  | -                  |             | -           | -           | 45     | 5      |
| 2012                     | Atlético Nacional        | PA                       | 15         | 2          | CC              | 6               | 2               | CL                 | 7                  | 0                  | -           | -           | -           | 28     | 4      |
| 2012-2013                | Pescara                  | A                        | 17         | 1          | CI              | 0               | 0               | -                  | -                  | -                  | -           | -           | -           | 17     | 1      |
| 2013-2014                | Porto B                  | SL                       | 1          | 0          | -               | -               | -               | -                  | -                  | -                  | -           | -           | -           | 1      | 0      |
| 2013-2014                | Porto                    | PL                       | 22         | 4          | CP+CdL          | 3+2             | 0               | UCL+UEL            | 3+3                | 0                  | SP          | 1           | 0           | 34     | 4      |
| 2014-2015                | Porto                    | PL                       | 20         | 2          | CP+CdL          | 4+1             | 1+0             | UCL                | 5                  | 0                  | -           | -           | -           | 30     | 3      |
| Totale Porto             | Totale Porto             | Totale Porto             | 42         | 6          |                 | 10              | 1               |                    | 11                 | 0                  |             | 1           | 0           | 64     | 7      |
| 2015-2016                | Rennes                   | L1                       | 12         | 1          | CF+CdL          | 1+1             | 0               | -                  | -                  | -                  | -           | -           | -           | 14     | 1      |
| 2017                     | Independiente Medellín   | PA                       | 25         | 13         | CC              | 6               | 1               | CL                 | 5                  | 2                  | -           | -           | -           | 36     | 16     |
| gen.-giu. 2018           | River Plate              | PD                       | 13         | 1          | CA              | 1               | 2               | CL                 | 12                 | 2                  | SA          | 0           | 0           | 26     | 5      |
| 2018-2019                | River Plate              | PD                       | 16         | 6          | CA+CdL          | 2+0             | 0               | CL                 | 2                  | 0                  | RS+Cmc      | 0+2         | 0           | 22     | 6      |
| 2019-2020                | River Plate              | PD                       | 12         | 1          | CA+CdL+CDM      | 0               | 0               | CL                 | 1                  | 0                  | -           | -           | -           | 13     | 1      |
| 2020-2021                | Shenzhen                 | SL                       | 21         | 1          | CC              | 0               | 0               | -                  | -                  | -                  | -           | -           | -           | 21     | 1      |
| 2022                     | River Plate              | PD                       | 19         | 1          | CA+CdL          | 3+10            | 2+4             | CL                 | 4                  | 0                  | -           | -           | -           | 36     | 7      |
| Totale River Plate       | Totale River Plate       | Totale River Plate       | 60         | 9          |                 | 16              | 8               |                    | 19                 | 2                  |             | 2           | 0           | 97     | 19     |
| 2023                     | Atlético Junior          | PA                       | 6          | 1          | CC              | 0               | 0               | CS                 | 1                  | 0                  | -           | -           | -           | 7      | 1      |
| ago.-dic. 2023           | Racing Club              | PD                       | 0          | 0          | CA+CdL          | 0+14            | 0+5             | CL                 | 2                  | 0                  | -           | -           | -           | 16     | 5      |
| 2024                     | Racing Club              | PD                       | 14         | 2          | CA+CdL          | 1+13            | 0+3             | CS                 | 10                 | 3                  | -           | -           | -           | 38     | 8      |
| Totale Racing Avellaneda | Totale Racing Avellaneda | Totale Racing Avellaneda | 14         | 2          |                 | 28              | 8               |                    | 12                 | 3                  |             | -           | -           | 54     | 13     |
| gen.-lug. 2025           | América de Cali          | PA                       | 14         | 3          | CC              | 0               | 0               | CS                 | 7                  | 0                  | -           | -           | -           | 21     | 3      |
| lug.-dic. 2025           | River Plate              | PD                       | 3          | 0          | CA              | 1               | 0               | CL                 | 1                  | 0                  | -           | -           | -           | 5      | 0      |
| Totale carriera          | Totale carriera          | Totale carriera          | 273        | 43         |                 | 71              | 20              |                    | 63                 | 7                  |             | 3           | 0           | 410    | 70     |

### Cronologia presenze e reti in nazionale
| Cronologia completa delle presenze e delle reti in nazionale ― Colombia | Cronologia completa delle presenze e delle reti in nazionale ― Colombia | Cronologia completa delle presenze e delle reti in nazionale ― Colombia | Cronologia completa delle presenze e delle reti in nazionale ― Colombia | Cronologia completa delle presenze e delle reti in nazionale ― Colombia | Cronologia completa delle presenze e delle reti in nazionale ― Colombia | Cronologia completa delle presenze e delle reti in nazionale ― Colombia | Cronologia completa delle presenze e delle reti in nazionale ― Colombia |
| Data                                                                    | Città                                                                   | In casa                                                                 | Risultato                                                               | Ospiti                                                                  | Competizione                                                            | Reti                                                                    | Note                                                                    |
| ----------------------------------------------------------------------- | ----------------------------------------------------------------------- | ----------------------------------------------------------------------- | ----------------------------------------------------------------------- | ----------------------------------------------------------------------- | ----------------------------------------------------------------------- | ----------------------------------------------------------------------- | ----------------------------------------------------------------------- |
| 16-10-2012                                                              | Barranquilla                                                            | Colombia                                                                | 3 – 0                                                                   | Camerun                                                                 | Amichevole                                                              | -                                                                       | 46’                                                                     |
| 14-8-2013                                                               | Barcellona                                                              | Colombia                                                                | 1 – 0                                                                   | Serbia                                                                  | Amichevole                                                              | -                                                                       | 72’                                                                     |
| 15-10-2013                                                              | Asunción                                                                | Paraguay                                                                | 1 – 2                                                                   | Colombia                                                                | Qual. Mondiali 2014                                                     | -                                                                       | 65’                                                                     |
| 31-5-2014                                                               | Buenos Aires                                                            | Colombia                                                                | 2 – 2                                                                   | Senegal                                                                 | Amichevole                                                              | -                                                                       |                                                                         |
| 19-6-2014                                                               | Brasilia                                                                | Colombia                                                                | 2 – 1                                                                   | Costa d'Avorio                                                          | Mondiali 2014 - 1º turno                                                | 1                                                                       | 53’                                                                     |
| 24-6-2014                                                               | Cuiabá                                                                  | Giappone                                                                | 1 – 4                                                                   | Colombia                                                                | Mondiali 2014 - 1º turno                                                | -                                                                       | 46’                                                                     |
| 4-7-2014                                                                | Fortaleza                                                               | Brasile                                                                 | 2 – 1                                                                   | Colombia                                                                | Mondiali 2014 - Quarti di Finale                                        | -                                                                       | 80’                                                                     |
| 10-10-2014                                                              | New Jersey                                                              | Colombia                                                                | 3 – 0                                                                   | El Salvador                                                             | Amichevole                                                              | -                                                                       | 61’                                                                     |
| 14-10-2014                                                              | New Jersey                                                              | Canada                                                                  | 0 – 1                                                                   | Colombia                                                                | Amichevole                                                              | -                                                                       | 71’                                                                     |
| 14-11-2014                                                              | Londra                                                                  | Colombia                                                                | 2 – 1                                                                   | Stati Uniti                                                             | Amichevole                                                              | -                                                                       | 89’                                                                     |
| 18-11-2014                                                              | Lubiana                                                                 | Slovenia                                                                | 0 – 1                                                                   | Colombia                                                                | Amichevole                                                              | -                                                                       | 65’                                                                     |
| 26-3-2015                                                               | Manama                                                                  | Bahrein                                                                 | 0 – 6                                                                   | Colombia                                                                | Amichevole                                                              | -                                                                       | 63’                                                                     |
| 29-3-2015                                                               | Abu Dhabi                                                               | Kuwait                                                                  | 1 – 3                                                                   | Colombia                                                                | Amichevole                                                              | -                                                                       |                                                                         |
| 23-3-2018                                                               | Saint-Denis                                                             | Francia                                                                 | 2 – 3                                                                   | Colombia                                                                | Amichevole                                                              | 1                                                                       | 83’                                                                     |
| 1-6-2018                                                                | Bergamo                                                                 | Egitto                                                                  | 0 – 0                                                                   | Colombia                                                                | Amichevole                                                              | -                                                                       | 63’                                                                     |
| 19-6-2018                                                               | Saransk                                                                 | Colombia                                                                | 1 – 2                                                                   | Giappone                                                                | Mondiali 2018 - 1º turno                                                | 1                                                                       | 59’                                                                     |
| 24-6-2018                                                               | Kazan'                                                                  | Polonia                                                                 | 0 – 3                                                                   | Colombia                                                                | Mondiali 2018 - 1º turno                                                | -                                                                       | 73’                                                                     |
| 28-6-2018                                                               | Samara                                                                  | Senegal                                                                 | 0 – 1                                                                   | Colombia                                                                | Mondiali 2018 - 1º turno                                                | -                                                                       |                                                                         |
| 3-7-2018                                                                | Tušino                                                                  | Colombia                                                                | 1 – 1 dts (3 – 4 dtr)                                                   | Inghilterra                                                             | Mondiali 2018 - Ottavi di finale                                        | -                                                                       | 88’                                                                     |
| 7-9-2018                                                                | Miami                                                                   | Venezuela                                                               | 1 – 2                                                                   | Colombia                                                                | Amichevole                                                              | -                                                                       | 75’                                                                     |
| 11-9-2018                                                               | East Rutherford                                                         | Argentina                                                               | 0 – 0                                                                   | Colombia                                                                | Amichevole                                                              | -                                                                       | 73’                                                                     |
| 12-10-2018                                                              | Tampa                                                                   | Stati Uniti                                                             | 2 – 4                                                                   | Colombia                                                                | Amichevole                                                              | -                                                                       | 55’ 83’                                                                 |
| 17-10-2018                                                              | Harrison                                                                | Colombia                                                                | 3 – 1                                                                   | Costa Rica                                                              | Amichevole                                                              | -                                                                       | 72’                                                                     |
| 2-9-2021                                                                | La Paz                                                                  | Bolivia                                                                 | 1 – 1                                                                   | Colombia                                                                | Qual. Mondiali 2022                                                     | -                                                                       |                                                                         |
| 9-9-2021                                                                | Barranquilla                                                            | Colombia                                                                | 3 – 1                                                                   | Cile                                                                    | Qual. Mondiali 2022                                                     | -                                                                       |                                                                         |
| 7-10-2021                                                               | Montevideo                                                              | Uruguay                                                                 | 0 – 0                                                                   | Colombia                                                                | Qual. Mondiali 2022                                                     | -                                                                       | 46’                                                                     |
| 10-10-2021                                                              | Barranquilla                                                            | Colombia                                                                | 0 – 0                                                                   | Brasile                                                                 | Qual. Mondiali 2022                                                     | -                                                                       |                                                                         |
| 14-10-2021                                                              | Barranquilla                                                            | Colombia                                                                | 0 – 0                                                                   | Ecuador                                                                 | Qual. Mondiali 2022                                                     | -                                                                       | 70’                                                                     |
| 16-1-2022                                                               | Fort Lauderdale                                                         | Honduras                                                                | 1 – 2                                                                   | Colombia                                                                | Amichevole                                                              | 1                                                                       | cap. 43’                                                                |
| 24-3-2022                                                               | Barranquilla                                                            | Colombia                                                                | 3 – 0                                                                   | Bolivia                                                                 | Qual. Mondiali 2022                                                     | -                                                                       | 65’                                                                     |
| 29-3-2022                                                               | Ciudad Guayana                                                          | Venezuela                                                               | 0 – 1                                                                   | Colombia                                                                | Qual. Mondiali 2022                                                     | -                                                                       | 76’                                                                     |
| 20-11-2022                                                              | Fort Lauderdale                                                         | Colombia                                                                | 2 – 0                                                                   | Paraguay                                                                | Amichevole                                                              | -                                                                       | 63’                                                                     |
| 12-9-2023                                                               | Santiago del Cile                                                       | Cile                                                                    | 0 – 0                                                                   | Colombia                                                                | Qual. Mondiali 2026                                                     | -                                                                       | 71’                                                                     |
| 26-3-2024                                                               | Madrid                                                                  | Colombia                                                                | 3 – 2                                                                   | Romania                                                                 | Amichevole                                                              | -                                                                       | 73’                                                                     |
| 8-6-2024                                                                | Landover                                                                | Stati Uniti                                                             | 1 – 5                                                                   | Colombia                                                                | Amichevole                                                              | -                                                                       | 71’                                                                     |
| 24-6-2024                                                               | Houston                                                                 | Colombia                                                                | 2 – 1                                                                   | Paraguay                                                                | Coppa America 2024 - 1º turno                                           | -                                                                       | 90+1’                                                                   |
| 6-7-2024                                                                | Glendale                                                                | Colombia                                                                | 5 – 0                                                                   | Panama                                                                  | Coppa America 2024 - Quarti di finale                                   | -                                                                       | 73’                                                                     |
| 14-7-2024                                                               | Miami Gardens                                                           | Argentina                                                               | 1 – 0 dts                                                               | Colombia                                                                | Coppa America 2024 - Finale                                             | -                                                                       | 90’                                                                     |
| 15-10-2024                                                              | Barranquilla                                                            | Colombia                                                                | 4 – 0                                                                   | Cile                                                                    | Qual. Mondiali 2026                                                     | -                                                                       | 86’                                                                     |
| 15-11-2024                                                              | Montevideo                                                              | Uruguay                                                                 | 3 – 2                                                                   | Colombia                                                                | Qual. Mondiali 2026                                                     | 1                                                                       | 25’ 72’                                                                 |
| 19-11-2024                                                              | Barranquilla                                                            | Colombia                                                                | 0 – 1                                                                   | Ecuador                                                                 | Qual. Mondiali 2026                                                     | -                                                                       | 59’                                                                     |
| Totale                                                                  |                                                                         | Presenze                                                                | 41                                                                      |                                                                         | Reti                                                                    | 5                                                                       |                                                                         |

## Palmarès

### Club

#### Competizioni nazionali
- Supercoppa di Portogallo: 1

Porto: 2013
- Supercopa Argentina: 1

River Plate: 2017
- Copa Argentina: 1

River Plate: 2018-2019

#### Competizioni internazionali
- Coppa Libertadores: 1

River Plate: 2018
- Recopa Sudamericana: 1

River Plate: 2019
- Coppa Sudamericana: 1

Racing Club: 2024

### Nazionale
- Campionato sudamericano Under-20: 1

Argentina 2013

### Individuale
- Miglior giocatore del Campionato sudamericano di calcio Under-20: 1

Argentina 2013
- Campionato sudamericano di calcio Under-20 Top 11: 1

Argentina 2013